# Wennenden
Wennenden ist ein Ortsteil von Blaubeuren im Alb-Donau-Kreis in Baden-Württemberg. Im Zuge der Gemeindegebietsreform in Baden-Württemberg wurde am 1. Januar 1975 die Gemeinde Seißen mit dem Ortsteil Wennenden zu Blaubeuren eingemeindet.
Der Wohnplatz liegt circa einen Kilometer nördlich von Seißen an der Bundesstraße 28. 